# 德瑞克·李
德瑞克·里昂·李（英語：Derrek Leon Lee，1975年9月6日—），綽號「D-Lee」，為美國職棒大聯盟的一壘手，生涯曾效力過教士、馬林魚、小熊、勇士、金鶯與海盜等隊。
李在2003年獲得世界大賽冠軍，2005年拿下國聯打擊王。生涯入選過2次明星賽，3次拿下金手套獎。

## 職業生涯

### 聖地牙哥教士
1993年大聯盟選秀，教士隊在首輪14順位選進李。而他在1997年4月28日登上大聯盟。

### 佛羅里達馬林魚
李在教士隊打了一年後，和其他新秀被球隊交易到馬林魚，換來凱文·布朗。2003年，李拿下生涯首座金手套獎。他在世界大賽第5場接殺了松井秀喜一顆難度相當高的飛球，並幫助球隊獲得勝利。最終馬林魚4勝2敗拿下世界大賽冠軍。

### 芝加哥小熊
奪冠後，馬林魚將李交易到小熊，換來韓籍投手崔希涉。2004年，他繳出2成78的打擊率，並敲出32轟與98分打點。2005年上半季，他的打擊率甚至高達3成76，還敲出聯盟最多的27轟與72分打點。當時球隊在前一年把主力打者山米·索沙交易到金鶯，結果他在2005年表現不如預期，反而李補上了索沙離開的火力空缺。2005年8月28日，他敲出職業生涯200轟。最後他以3成35的打擊率拿下國聯打擊王，敲出46轟也是生涯新高。他在MVP票選上拿下第三名，並同時奪得金手套獎和銀棒獎。
2006年，李代表美國隊參加世界棒球經典賽。他也是該屆經典賽美國隊首位擊出全壘打的選手。

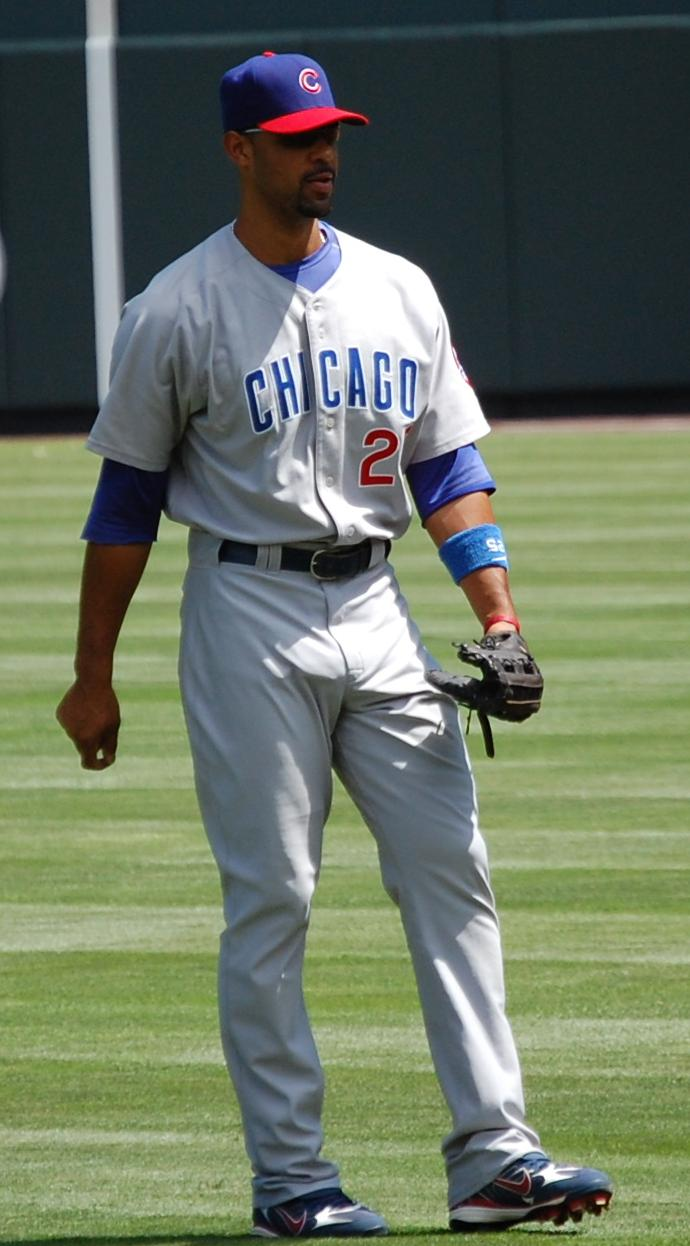
在小熊隊的李

2006年4月10日，他和小熊簽下5年6500萬美元的延長合約。不過他很快就在比賽中和跑者Rafael Furcal發生碰撞，導致缺席59場比賽，而小熊隊在李缺陣這段期間只拿下19勝。2008年，他的打擊率為2成91，並敲出20轟與90分打點。隔年，他寫下連續21場比賽敲安的個人紀錄。最終他的打擊率為3成06，並敲出35轟與111分打點，並在MVP票選上拿下第9名。2010年6月9日，他敲出職業生涯300轟。6月25日，李因為被投手卡洛斯·贊布拉諾責備守備不力導致他單局掉了4分，最後兩人在休息室大打出手。而贊布拉諾最終遭到禁賽。

### 亞特蘭大勇士

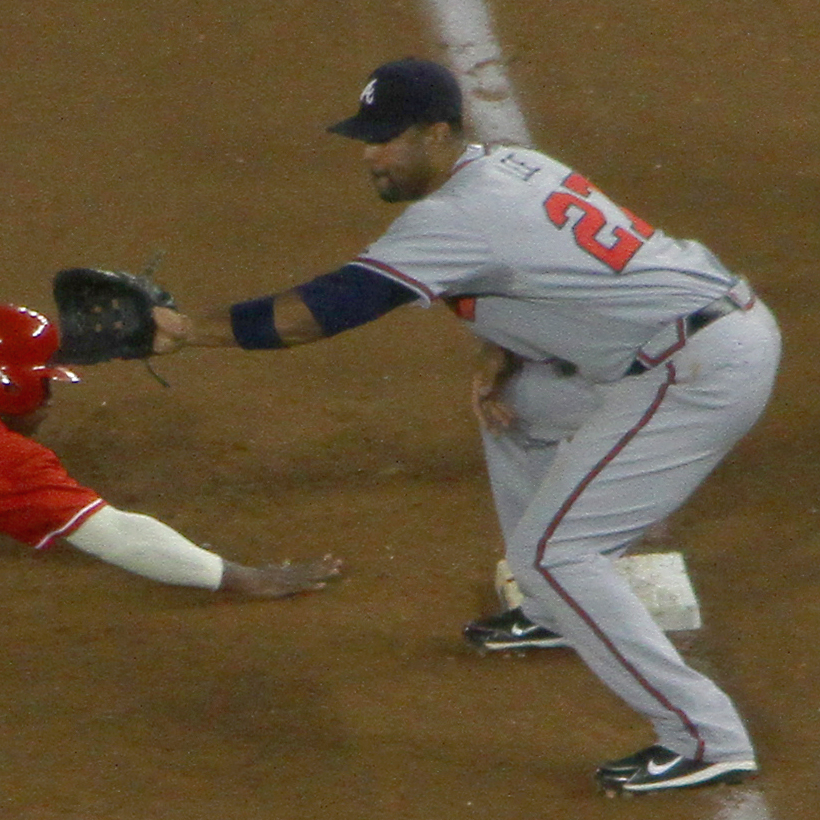
在勇士效力的李

2010年7月，李執行了他的10-5條款，並拒絕被交易到天使。8月10日，他同意被交易到勇士，換來Robinson Lopez、Tyrelle Harris和Jeffrey Lorick。之後他成為球隊的先發一壘手，連國聯分區賽也是由他擔任先發一壘手。

### 巴爾的摩金鶯
2011年，成為自由球員的李加盟金鶯隊。該年他出賽85場比賽，打擊率為2成46，並敲出12轟與41分打點。

### 匹茲堡海盜
2011年7月30日，金鶯將李交易到海盜，換來Aaron Baker。李在海盜隊的初登板就敲出雙響砲，但他在8月3日因觸身球而缺席近一個月。最後他在海盜隊出賽28場比賽，打擊率為3成37，並敲出7轟與18分打點。

## 生涯打擊成績
| 出賽次數 | 打席 | 打數 | 得分 | 安打 | 二安 | 三安 | 全壘打 | 打點 | 盜壘 | 保送 | 三振 | 打擊率 | 上壘率 | 長打率 | OPS  |
| -------- | ---- | ---- | ---- | ---- | ---- | ---- | ------ | ---- | ---- | ---- | ---- | ------ | ------ | ------ | ---- |
| 1942     | 7963 | 6962 | 1081 | 1959 | 432  | 30   | 331    | 1078 | 104  | 874  | 1622 | .281   | .365   | .495   | .859 |

## 個人生活
李的父親里昂也是一名棒球員，不過他並未登上大聯盟，反而是在日職打拚。之後里昂在大聯盟擔任球探，巧合的是，日後和他兒子進行交易的崔希涉就是由里昂發掘其才能。而李的舅舅德隆·李也是一名大聯盟選手。

## 外部連結
- 球員資訊和成績在MLB，ESPN，Baseball-Reference，Fangraphs（英文）

| 前任： 艾德里安·貝爾垂 萊恩·霍華德 | 國聯單月最佳球員 2005年4月 2009年9月 | 繼任： 巴比·阿布瑞尤 Kelly Johnson |